# المعهد الإسباني للتعليم الثانوي بطنجة
المعهد الإسباني للتعليم الثانوي بطنجة هو أحد المراكز التعليمية المملوكة للدولة الإسبانية خارج إسبانيا، ويقع في ساحة الكويت في الجزء العلوي من مدينة طنجة في المغرب، وهي نفس المنطقة التي يوجد بها عدد من المؤسسات الإسبانية الأخرى مثل القنصلية الإسبانية في المغرب، وكلية رامون واي كاجال، ومعهد سرفانتس، والمستشفى الأسباني في المغرب.

## لمحة تاريخية
أفتتح المعهد بعد إعادة ترميم المبنى الأصلي في عام 1948، وبدأ أعماله كمركز تدريب مهني في العام الدراسي 1949-1950 تحت اسم المعهد الإسباني للفنون التطبيقية، وهو الاسم الذي لا يزال المعهد معروفًا به حتى الآن. وفي عام 1972 جرى توسعة مباني المعهد بشكل جذري، ولا تزال مرافق المعهد تخضع للتطوير بصورة مستمرة، لا سيما في مجال التقنيات الجديدة.

## الطلاب والمعلمين
بحلول العام الدراسي 2009-2010 كان المعهد يضم ما يزيد عن 460 طالبًا في مراحل التعليم الثانوي الإلزامي والبكالوريا، بينما كانت هيئة التدريس بالمعهد تتألف من 38 معلمًا. كان معظم طلاب المعهد من المغاربة، إلى جانب بعض الطلاب الحاصلون على الجنسية الإسبانية وعدد قليل من الطلاب الحاملين لجنسيات أخرى بلغ عددها 15 جنسية مختلفة. كانت السياسية المغربية دينا يوسلهام من أشهر خريجي المعهد.

## الأنشطة
يوفّر المعهد لطلابه، إلى جانب البرامج التعليمية، عددًا من الأنشطة المدرسيّة الثقافية والفنية حيث يُصدر مجلتين مدرسيتين هما مجلة القصبة ومجلة بابل، كما يوجد به أيضًا فرقة مسرحية خاصة، وكورال موسيقي، بالإضافة إلى عدة فرق في عدد من الألعاب الرياضية، ويُنظم المعهد العديد من المسابقات الأدبية والعروض المسرحية وغير ذلك.